# Mim gris
El mim gris o ocell gat (Dumetella carolinensis) és una espècie d'ocell de la família dels mímids (Mimidae) i única espècie del gènere Dumetella C.T. Wood, 1837. Habita boscos i matolls d'Amèrica del Nord, criant al sud del Canadà i la major part dels Estats Units a l'est de les muntanyes Rocoses. Migren cap al sud per a passar l'hivern, arribant fins a les Antilles, Mèxic, Amèrica Central i el nord de Colòmbia.